# Ипноватис
„Ипноватис“ (на гръцки: «Υπνοβάτης», в превод Сомнамбул) е сатиричен гръцки вестник, издаван в град Лерин (Флорина), Гърция в 1936 – 1937 година.

## История
Вестникът започва да излиза през май 1936 година. Негов издател е Александрос Проданос. Спира през март 1937 година.